# Anatoli Solonițîn
Anatoli Solonițîn, născut Otto Alekseevici Solonițîn (în rusă Анатолий (Отто) Алексеевич Солоницын; n. 30 august 1934, Bogorodsk⁠(d), RSFS Rusă, URSS – d. 11 iunie 1982, Moscova, RSFS Rusă, URSS) a fost un actor sovietic.

## Cariera
Solonițîn este cunoscut în occident pentru rolurile sale din filmele lui Andrei Tarkovski, printre care se numără dr. Sartorius în Solaris (1972), scriitorul din Călăuza (1979), trecătorul din Oglinda (1975) și rolul principal din Andrei Rublev (1966). Tarkovski l-a descoperit, considerându-l „actorul său preferat” în cartea Sculptând în timp. Conform acesteia, el dorea să-l distribuie în rolul principal din filmele Nostalgia (1983) și Sacrificiul (1986), dar actorul a murit înainte ca filmările să aibă loc.
În fosta Uniune Sovietică este cunoscut și pentru rolurile din S-a oprit un tren, Prețul vieții, Telokhranitel (1979) și Acasă printre străini, străin printre ai săi (1974).
În 1981 a câștigat Ursul de Argint pentru cel mai bun actor la cel de-al 31-lea Festival Internațional de Film de la Berlin, pentru rolul din Douăzeci și șase de zile din viața lui Dostoievski.
Suferind de cancer, Solonițîn a murit în 1982, la vârsta de 47 de ani. Conform editorului de sunet Victor Șarun, care a lucrat la filmul Călăuza, Solonițîn, Tarkovski și Larisa Tarkovskaia s-au îmbolnăvit în urma expunerii la radiațiile emanate de substanțele chimice toxice aflate în locațiile unde s-a turnat filmul.

## Filmografie selectivă
- Andrei Rubliov - Andrei Rubliov
- Odin shans iz tysyachi (1969)
- V lazorevoy stepi (1970) - (segmentul Kolovert)
- Proverka na dorogakh / Punct de control (1971) - Petușkov
- Solaris (1972) - dr. Sartorius
- Prints i nishchiy / Prinț și cersetor (1972)
- Grossmeyster (1972)
- Lyubit cheloveka (1973) - Dmitri Kalmîkov
- Under en steinhimmel (1974) - colonelul Hoffmeyer
- Posledniy den zimy (1974)
- Oglinda (1975) - trecătorul
- Vozdukhoplavatel (1975) - Henri Farman
- Tam, za gorizontom (1975)
- Doverie (1976)
- Voskhozhdeniye / Prețul vieții (1977)
- A u nas byla tishina... (1977)
- Yuliya Vrevskaya (1978)
- Trassa (1979)
- Călăuza (1979) - scriitorul
- Legenda o Tile (1979)
- Concediu pe malul mării (1980)
- Sergey Ivanovich ukhodit na pensiyu (1980)
- Povorot (1980) - Kostik, fiul Korolevei
- Muzhiki! (1981)
- Dvadtsat shest dney iz zhizni Dostoevskogo (1981) - Fiodor Dostoievski
- Agoniya (1981)
- Telokhranitel (1982) - sultanul Nazar
- Tayna zapisnoy knizhki (1982)
- Tainstvennyy starik (1982)
- Shlyapa (1982)
- Ostanovilsya poyezd (1982) - jurnalistul Malinin